# Earned It
«Earned It» —también con el título alternativo de «Earned It (Fifty Shades of Grey)»— es una canción del cantante canadiense The Weeknd. La canción fue lanzada como el primer sencillo de la banda sonora de la película de 2015 Cincuenta sombras de Grey y fue incluido en el segundo álbum de estudio de Tesfaye, Beauty Behind The Madness.
"Earned It" alcanzó el número tres en el Billboard Hot 100, convirtiéndose en el primer de los cinco sencillos dentro de las primeras posiciones de The Weeknd. La popularidad de la canción hizo que la banda sonora de Fifty Shades of Grey, la última banda en generar sencillos dentro de los primeros diez puestos de popularidad, como por ejemplo el sencillo de Ellie Goulding , "Love Me Like You Do", que también alcanzó su punto máximo en el número tres. Su video musical fue dirigido por la directora de la película Sam Taylor-Johnson, cuenta la actriz principal de la película Dakota Johnson, y cuenta con clips de la película y el mismo tema BDSM. La canción fue interpretada durante el espectáculo de medio tiempo del Super Bowl LV el 7 de febrero de 2021.

## Antecedentes
The Weeknd estuvo involucrado en el proyecto desde muy temprano. Tom Mackay, gerente de Republic Records, explicó: "Él trabajó en una serie de canciones para una serie de escenas, algunos estaban trabajando y otros no, pero él siguió en ello, y se mantuvo, y se mantuvo a la misma... Al final, él escribió 'Earned It' y es la canción más grande de su carrera hasta la fecha. Es la única canción que está en la película dos veces". La directora Sam Taylor-Johnson dijo que la voz de The Weeknd es instantáneamente seductora, por lo que encaja con el tema de la película perfectamente. El cantante opinó diciendo que la película y su música es como "una pareja hecha en el cielo". El sencillo fue más tarde incluido como un sencillo del álbum de The Weeknd, Beauty Behind the Madness (2015).

## Video musical
El video musical, dirigido por el director de la película, Sam Taylor-Johnson , fue lanzado en Vevo y YouTube el 21 de enero de 2015, y cuenta con la estrella principal de la película Dakota Johnson. Incluye tema BDSM como se ve en la película.

## Posicionamiento en listas
En su natal Canadá,  "Earned It" alcanzó el puesto número ocho en el Canadian Hot 100. "Earned It" alcanzó el número tres en el Billboard Hot 100, el segundo sencillo de la banda sonora de Fifty Shades of Grey en entrar en el top 10, después de Ellie Goulding con  "Love Me Like You Do", que también alcanzó el puesto número tres. Se convirtió en el segundo hit de The Weeknd en el top 10 , después de su colaboración con Ariana Grande en el número siete, "Love Me Harder" y su canción más vendido en la lista. La canción también ha sido un éxito comercial en el extranjero, entrando en los diez primeros en otros 10 países, incluyendo el Reino Unido y Nueva Zelanda, mientras que logró una posición superior a los veinte en países que incluyen Australia, Alemania e Irlanda.

## Recepción de la crítica
La revista Rolling Stone clasificó a "Earned It" en el número 39 en su lista de fin de año para encontrar las 50 mejores canciones del 2015; The Weeknd aparece adicionalmente dos veces en esta lista con sus siguientes sencillos, "The Hills" y  "Can't Feel My Face".

## Premios
La canción recibió tres nominaciones en la 58.ª Entrega Anual del Grammy, incluyendo Mejor Canción R & B, mejor interpretación de R&B y mejor canción escrita para medios visuales. La canción también recibió una nominación a la Mejor Canción Original en los Premios 88 de la Academia.

## Lista de sencillos
- Republic — 06025 4730000 3[8]

| CD con Sencillo, Versión europea |                                    |          |  |
| N.º                              | Título                             | Duración |  |
| 1.                               | «Earned It (Fifty Shades of Grey)» | 4:11     |  |
| 2.                               | «Where You Belong»                 | 4:56     |  |

## Listas y certificaciones
| Lista (2014–2015)                      | Mejor posición |
| -------------------------------------- | -------------- |
| Alemania (Media Control AG)            | 17             |
| Australia (ARIA)                       | 13             |
| Austria (Ö3 Austria Top 40)            | 21             |
| Bélgica (Flandes) (Ultratop 50)        | 14             |
| Bélgica (Valonia) (Ultratop 50)        | 14             |
| Canadá (Canadian Hot 100)              | 8              |
| Croacia (Croatian Airplay Radio Chart) | 7              |
| Dinamarca (Tracklisten)                | 2              |
| España (Top 100 Canciones)             | 14             |
| Estados Unidos (Billboard Hot 100)     | 3              |
| Estados Unidos (Adult Contemporary)    | 13             |
| Estados Unidos (Adult Top 40)          | 9              |
| Estados Unidos (Hot R&B/Hip-Hop Songs) | 1              |
| Estados Unidos (Mainstream Top 40)     | 1              |
| Finlandia (OFC)                        | 13             |
| Francia (SNEP)                         | 2              |
| Hungría (Single Top 40)                | 19             |
| Irlanda (IRMA)                         | 15             |
| Italia (FIMI)                          | 29             |
| Nueva Zelanda (Recorded Music NZ)      | 7              |
| Noruega (VG-lista)                     | 6              |
| Países Bajos (Dutch Top 40)            | 15             |
| Países Bajos (Mega Single Top 100)     | 8              |
| Reino Unido (UK Singles Chart)         | 4              |
| Reino Unido (UK R&B Chart)             | 1              |
| Suecia (Sverigetopplistan)             | 7              |
| Suiza (Schweizer Hitparade)            | 7              |

| Lista (2015)                                     | Posición |
| ------------------------------------------------ | -------- |
| Australia (ARIA)                                 | 80       |
| Canadá (Canadian Hot 100)                        | 29       |
| Alemania (Official German Charts)                | 89       |
| Italia (FIMI)                                    | 85       |
| Nueva Zelanda (Recorded Music NZ)                | 23       |
| Reino Unido (Official Charts Company)            | 26       |
| Estados Unidos Billboard Hot 100                 | 9        |
| Estados Unidos Hot R&B/Hip-Hop Songs (Billboard) | 6        |

## Fecha de lanzamiento
| Región         | Fecga                   | Formato                       | Discográfica     | Ref.   |
| -------------- | ----------------------- | ----------------------------- | ---------------- | ------ |
| Estados Unidos | 23 de diciembre de 2014 | Descarga digital              | Republic Records | [ 44 ] |
| Estados Unidos | 13 de enero de 2015     | Hit de la radio               | Republic Records | [ 45 ] |
| Estados Unidos | 24 de febrero de 2015   | Hit Contemporáneo de la Radio | Republic Records | [ 46 ] |